# Battaglia di Seven Pines
La battaglia di Seven Pines (anche conosciuta come battaglia di Fair Oaks) ebbe luogo tra il 31 maggio ed il 1º giugno 1862 presso la Contea di Henrico, nella penisola della Virginia, e rappresentò il culmine di un'offensiva condotta dalle forze unioniste del generale George B. McClellan lungo la penisola della Virginia, durante la quale l'Armata del Potomac raggiunse i dintorni di Richmond, nell'ambito della guerra di secessione americana.

## Storia
Il 31 maggio 1862 l'armata del generale confederato Joseph E. Johnston cercò di sopraffare due corpi d'armata dell'Unione apparentemente rimaste isolate lungo il fiume Chickahominy. L'assalto, sebbene non perfettamente coordinato, fu tuttavia un successo ed inflisse pesanti perdite agli unionisti.
Tuttavia giunsero nuovi rinforzi in favore delle truppe dell'Unione, da parte del III Corpo d'armata e dal II Corpo d'armata guidato dal generale Edwin V. Sumner, il quale ordinò ai suoi uomini di attraversare il fiume in piena presso il ponte di Grapevine Bridge, riuscendo a stabilizzare la posizione dell'armata di McClellan. Il generale Johnston fu gravemente ferito durante l'azione e il comando dell'esercito confederato passò temporaneamente al maggior generale Gustavus Woodson Smith.
Il 1º giugno seguente i confederati rinnovarono loro assalti contro gli unionisti, che avevano portato ulteriori rinforzi, ma entrambi i contendenti fecero pochi progressi ed il combattimento ebbe termine. Entrambe le parti proclamarono la vittoria, sebbene la battaglia fosse in pratica tatticamente inconcludente; lo scontro fu la più grande battaglia nel teatro orientale fino a quel momento (e fino a quel momento seconda solo a Shiloh in termini di vittime, circa 11 000 in totale) e portò ad una interruzione dell'offensiva dell'Unione.

## Al cinema
- Nel 1911 la Champion Film Company portò sullo schermo la battaglia con il cortometraggio Longstreet at Seven Pines.